# Hyagnis lafabreguei
Hyagnis lafabreguei är en skalbaggsart som beskrevs av Stefan von Breuning 1965. Hyagnis lafabreguei ingår i släktet Hyagnis och familjen långhorningar. Inga underarter finns listade i Catalogue of Life.